# Turbodmychadlo s variabilní geometrií lopatek

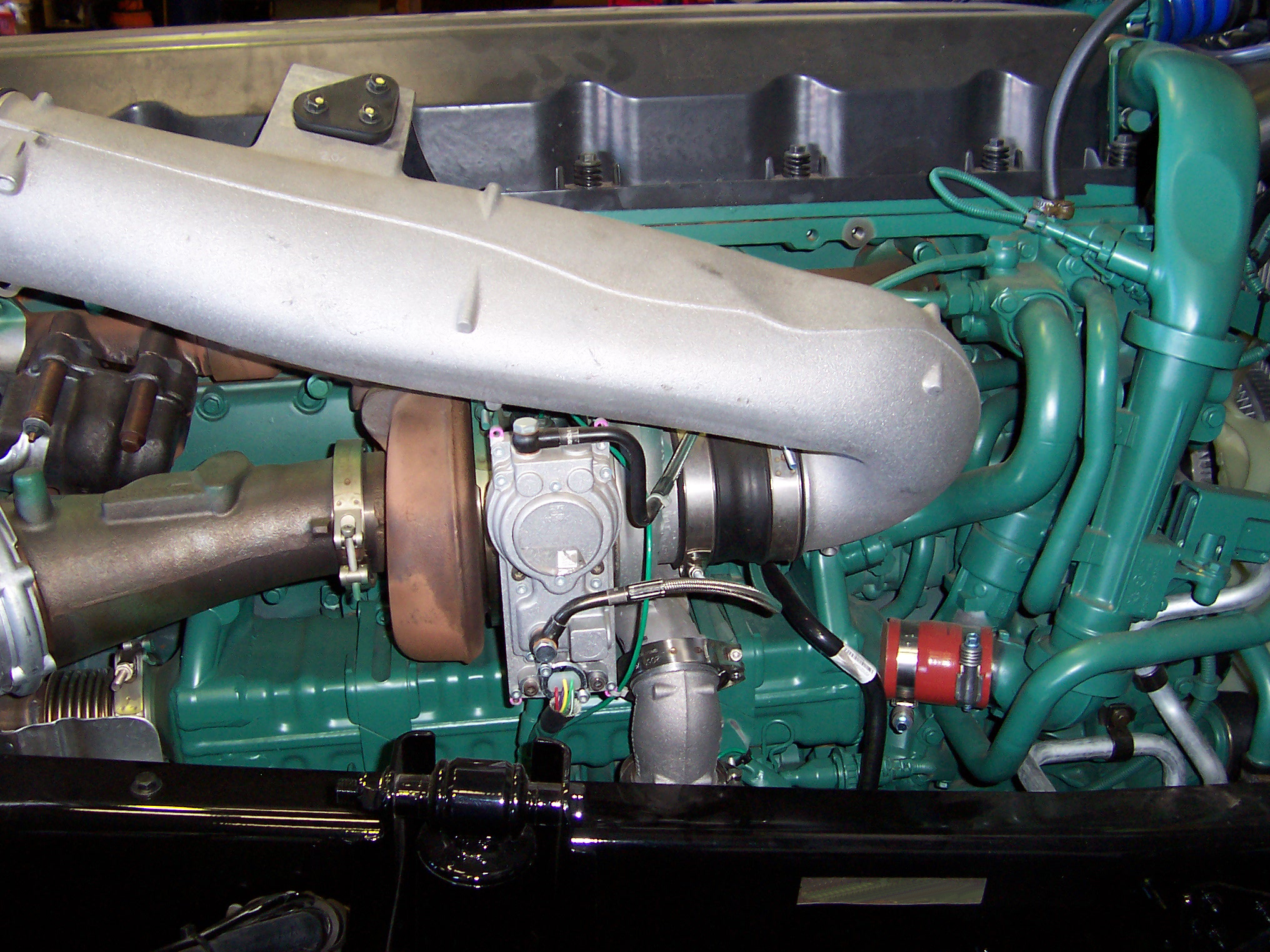
Vznětový motor vozu Volvo FM s variabilní geometrií lopatek turbodmychadla a EGR

Turbodmychadlo s variabilní geometrií lopatek (VGT, anglicky Variable-geometry turbocharger) je typ turbodmychadla, které má ve statoru turbíny umístěné lopatky rozvaděče s možností jejich natáčení. Natočením lopatek se změní průtokový průřez vstupního kanálu a úhel, pod kterým spaliny vstupují do oběžného kola turbíny. Změnou průtokového průřezu se změní rychlost vstupujících spalin - ta ovlivní otáčky turbíny a dmychadla a ty zas ovlivní velikost dodávaného plnicího tlaku. Tímto způsobem lze turbodmychadlo regulovat a přizpůsobovat jeho pracovní bod aktuálním požadavkům spalovacího motoru.
Lopatky rozvaděče jsou spojeny prstencem, který je natáčen. Všechny lopatky se natáčejí synchronizovaně o stejný úhel.
- Při nízkých otáčkách a nízkém zatížení motoru, když je průtok výfukových plynů nedostatečný se lopatky natočí směrem k tangenciální poloze. Tím se zmenší průtokový průřez a zvýší rychlost výfukových plynů vstupujících do kola turbíny. Následně vzrostou otáčky turbíny i dmychadla a zvýší se plnicí tlak dodávaný dmychadlem.
- Naopak při vysokých otáčkách a zatížení, kdy by byl plnicí tlak příliš vysoký, se lopatky natočí směrem k radiální poloze. Tím se zvětší průtokový průřez, klesne rychlost výfukových plynů, klesnou otáčky i plnicí tlak.

Nevýhodou takového způsobu regulace je fakt, že při pevné geometrii lopatek turbíny, je jen jedna poloha natočení rozváděcích lopatek vzhledem k úhel vstupu výfukových plynů do turbíny optimální. Při natáčení se dosahují různé jiné polohy což snižuje účinnost turbíny. Výhody řešení však nad touto nevýhodou převyšují.
Často používanou konstrukčně jednodušší variantou jsou pevné statorové lopatky s na vstupu umístěným axiálně posuvným kroužkem měnícím řízeným posuvem průřez kanálů ostřiku lopatek.